# Hydroxyl

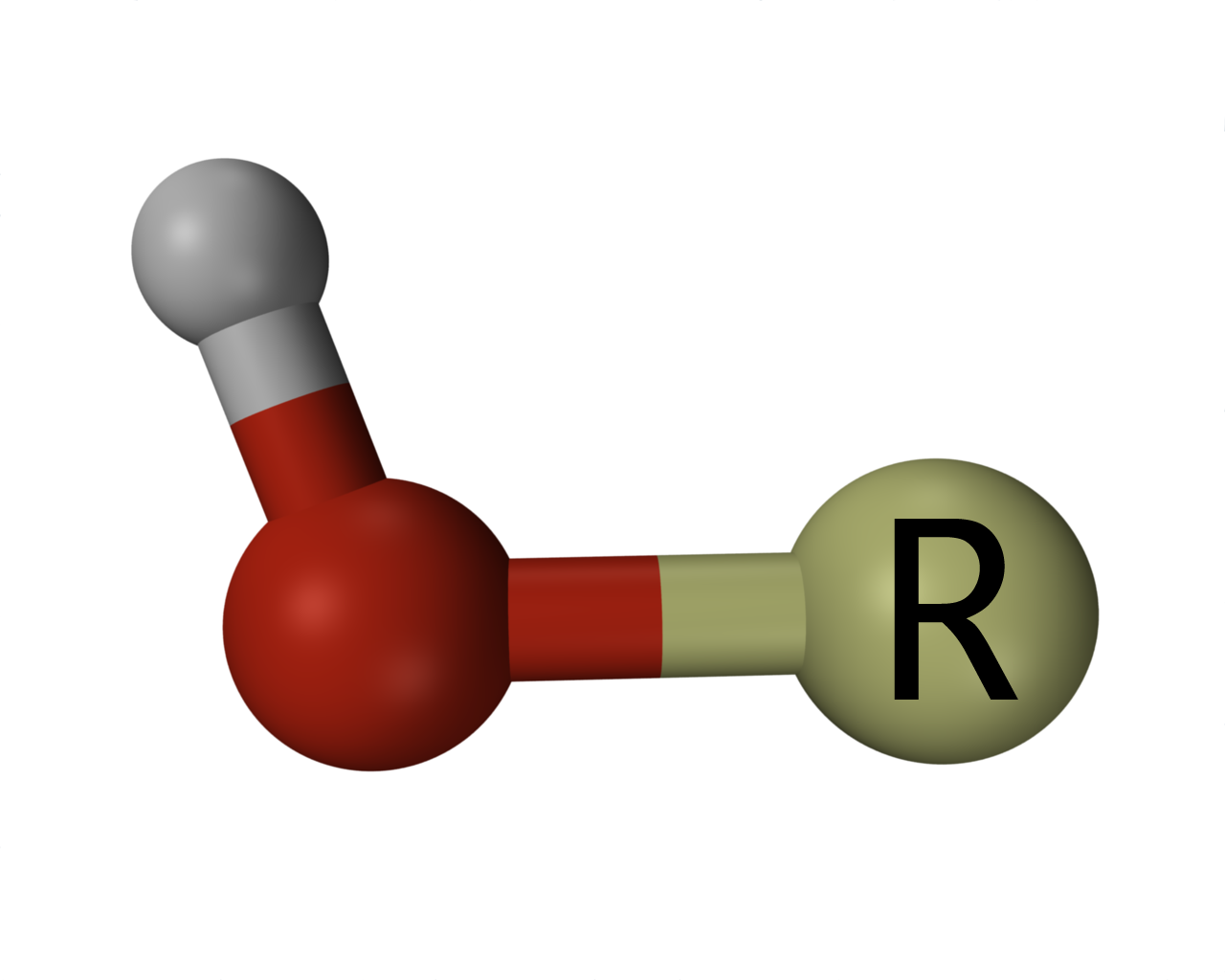
Hydroxylová skupina: na červeně označený kyslík je navázán šedý vodík a organická skupina obecně označovaná R

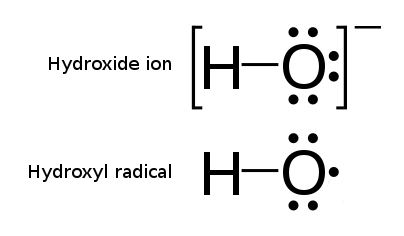
Srovnání hydroxidového iontu (nahoře) a hydroxylového radikálu (dole)

Hydroxyl je chemická skupina obsahující jeden atom kyslíku a jeden vodíku se souhrnným chemickým vzorcem HO. Může se vyskytovat v několika formách: v organických sloučeninách jako –OH skupina navázaná na organickou skupinu (substituent) např. v methanolu CH3–OH. Druhou formou je reaktivní hydroxylový radikál OH• – znak bullet obdobně jako u jiných radikálů označuje nepárový elektron.
Stejný sumární vzorec má i hydroxidový iont OH−, který vzniká např. disociací hydroxidu ve vodném roztoku: NaOH → Na+ + OH–. Tento iont se však neoznačuje jako hydroxyl.

## Hydroxylová skupina
Termín hydroxylová skupina popisuje OH skupinu vázanou v organických sloučeninách. Látky obsahující tuto skupinu se nazývají alkoholy, není-li navázána na aromatické jádro, nebo fenoly, pokud na něj je navázána. Hydroxylová skupina je také součástí složitějších organických substituentů, např. karboxylových skupin.

## Hydroxylový radikál
Hydroxylový radikál OH• je chemická látka, která se jako jiné radikály nevyskytuje v čisté formě, ale pouze v plynném prostředí (v přírodě v atmosféře), případně v roztocích. Byl také objeven v mezihvězdném prostředí. Je velmi reaktivní a má krátkou dobu života. Často je produkován při rozpadu hydrogenperoxidů (ROOH) nebo v atmosféře reakcí excitovaného atomárního kyslíku s vodní párou.
V organické syntéze se často jako zdroj hydroxylových radikálů používá 1-hydroxypyridin-2(1H)-thion (pyrithion).

## Působení v atmosféře
Hydroxylový radikál je spolu s kyslíkovým radikálem O• nejdůležitějším radikálem v chemii atmosféry. Má velký význam v procesech ovlivňujících obsah škodlivého troposférického ozonu. Podílí se také na vzniku kyselých dešťů nebo destrukci ozonu ve spodní stratosféře.

### Vznik hydroxylového radikálu
Základním způsobem vzniku hydroperoxylového radikálu HO• je reakce vodní páry s kyslíkovým radikálem O• (který vzniká především fotolýzou kyslíku – v některých případech i ozonu – ultrafialovým zářením):
H2O + O• → 2HO•
Zatímco v nižší vrstvě atmosféry – v troposféře – bývá vodní páry dostatek, v stratosféře je jí méně, a proto zde má význam reakce kyslíkového radikálu s methanem CH4:
CH4 + O• → CH3O• + HO•
Při této reakci vzniká i methoxylový radikál CH3O•, který další oxidací kyslíkem reaguje na relativně stabilní formaldehyd HCHO.